# Lisa Bunschoten
Lisa Bunschoten (Utrecht, 23 november 1995) is een Nederlands snowboardster. Ze maakte haar Paralympisch debuut in 2014 in Sotsji, waar ze zevende werd op de cross. Op de Paralympische Winterspelen van 2018 in Pyeongchang haalde ze twee medailles. Bunschoten heeft een relatie met snowboarder Chris Vos.

## Biografie

### Jeugd
Bunschoten werd geboren in Utrecht in 1995. Ze werd geboren met fibula aplasie, wat er bij haar voor zorgde dat haar linkerbeen korter is dan haar rechter. Op 14-jarige leeftijd begon ze met snowboarden, in eerste instantie omdat de skischoen haar niet paste en snowboardschoenen ruimer zitten. Op 16-jarige leeftijd moest haar voet geamputeerd worden. Ze bleef doorgaan met snowboarden, sinds toen met een onderbeenprothese.

### Professionele carrière
Bunschoten begon met het snowboarden van wedstrijden in 2012. In dat jaar deed ze voor het eerst mee aan de wedstrijd in Landgraaf. Ze kwalificeerde zich voor Sotsji 2014 door in november 2013 tijdens een Europa Cup-wedstrijd in Landgraaf derde te worden. Op deze winterspelen werd ze zevende op de snowboardcross. Het jaar daarop werd ze op het wereldkampioenschap derde op de snowboardcross.
Vanaf 2017 begon Bunschoten meer prijzen te winnen. Op het wereldkampioenschap won ze zilver op zowel de snowboardcross als de banked slalom. Op de winterspelen het jaar daarop won ze zilver op de snowboardcross en brons op de banked slalom. In 2019 won ze op het wereldkampioenschap op beide onderdelen de gouden medaille. 
Begin 2022 won ze tijdens het wereldkampioenschap in Lillehammer drie medailles. Op de Banked slalom en de Snowboardcross won ze een gouden medaille. Daarnaast werd ze tijdens de teamwedstrijd op de snowboardcross tweede, samen met Renske van Beek. 
In 2021 plaatste ze zich voor banked slalom op de Paralympische Winterspelen 2022 door de eerste twee wereldbekers in Landgraaf te winnen. Voor deze Paralympische Spelen werd ze, samen met Chris Vos, aangewezen als vlaggendrager bij de openingsceremonie. Tijdens de Spelen werd ze op de snowboardcross vierde na een botsing met Brenna Huckaby, de uiteindelijke winnares van de bronzen medaille. Op de Banked slalom werd ze zevende.

### Privé
Bunschoten heeft een relatie met Chris Vos, die ook snowboarder is. Ze studeert psychologie aan de Radboud Universiteit in Nijmegen.

## Belangrijkste resultaten

### Paralympische Winterspelen
| Jaar | Plaats      | Resultaten                                     |
| ---- | ----------- | ---------------------------------------------- |
| 2014 | Sotsji      | plaats 7 Snowboardcross                        |
| 2018 | Pyeongchang | Snowboardcross · Banked slalom                 |
| 2022 | Peking      | plaats 4 Snowboardcross plaats 7 Banked slalom |

### Paralympisch WK snowboarden
| Jaar | Plaats      | Resultaten                                     |
| ---- | ----------- | ---------------------------------------------- |
| 2015 | La Molina   | Snowboardcross · plaats 4 Banked slalom        |
| 2017 | Big White   | Snowboardcross · Banked slalom                 |
| 2019 | Pyhä        | Snowboardcross · Banked slalom                 |
| 2022 | Lillehammer | Snowboardcross · Banked slalom · Teamwedstrijd |